# 호화 상표 목록
호화 상표를 각 나라별로 분류한 목록이다.

## 오스트리아
- 실루엣(Silhouette)

## 이탈리아
- 페라리(Ferrari)
- 람보르기니(Lamborghini)
- 마세라티(Maserati)
- 몽클레르 (Moncler)
- 구찌(Gucci)
- 펜디(Fendi)
- 프라다(Prada)
- 에트로 (Etro)
- 마르니 (Marni)
- 불가리(Bulgari)
- 다미아니(DAMIANI)
- 페트레이(PEUTEREY)
- 토즈(Tod's)
- 미우 미우(Miu Miu)
- 에르노(Herno)
- 베르사체(Versace)
- 돌체 앤 가바나(Dolce & Gabbana)
- 조르지오 아르마니 S.p.A.(Giorgio Armani S.p.A.)
- 살바토레 페라가모 S.p.A.(Salvatore Ferragamo Italia S.p.A.)
- 로로 피아나(Loro Piana)
- 브리오니(Brioni)
- 키톤(Kiton)
- 세르지오 로시(Sergio Rossi)
- 보테가 베네타 (Bottega veneta)
- 에르메네질도 제냐(Ermenegildo Zegna)
- 발렌티노(Valentino)
- 로베르토 카발리(Roberto Cavalli)
- 브루넬로 쿠치넬리(Brunello cucinelli)
- 체사레 아톨리니(Cesare attolini)

## 스웨덴
- 앱솔루트 보드카(Absolut Vodka)
- 코닉세그(Koenigsegg)
- 볼보(Volvo)

## 스위스
- 롤렉스(Rolex)
- 쇼파드(Chopard)
- 린트 & 슈프륀글리(Lindt & Sprungli)
- 오데마 피게(Audemars Piguet)
- 피아제 SA(Piaget SA)
- 바쉐론 콘스탄틴(Vacheron Constantin)
- 파텍 필립(Patek Philippe)
- 브레게(Breguet)
- 예거 르쿨트르(Jaeger Le Coultre)

## 스페인
- 로에베 (Loewe)

## 캐나다
- 캐나다 구스 (Canada Goose)
- 노비스 (Nobis)

## 독일
- BMW
- 메르세데스-벤츠(Mercedes-Benz)
- 마이바흐(Maybach)
- 포르쉐(Porsche)
- 몽블랑 (기업)(Montblanc)
- 휴고 보스(Hugo Boss)
- 아우디(Audi)
- 아 랑에 운트 죄네(A.Lange&Sohne)
- 스타인웨이(Steinway & Sons)

## 덴마크
- 뱅 앤 올룹슨(Bang & Olufsen)
- 로얄 코펜하겐(Royal Copenhagen)
- 린드버그(Lindberg)

## 벨기에
- 델보(Delvaux)
- 고디바(Godiva)

## 프랑스
- S.T. 듀퐁(S.T.dupont)
- 샤넬(Chanel)
- 셀린느(Celine)
- 생 로랑(Saint Laurent)
- 에르메스(Hermès)
- 까르띠에(Cartier)
- 루이비통(Louis Vuitton)
- 반클리프 아펠(Van Cleef & Arpels)
- 크리스찬 디올 S.A.(Christian Dior S.A.)
- 부가티(Bugatti)
- 지방시(Givenchy)
- 로저 비비에(Roger Vivier)
- 끌로에(Chloé)
- 메종 마르지엘라(Maison Margiela)
- 랑방(Lavin)
- 레오나드(Reonard)
- 고야드(Goyard)
- 발렌시아가 (Balenciaga)
- 겐조(Kenzo)
- 발망(Balmain)

## 영국
- 그라프 (Graff)
- 재규어(Jaguar)
- 버버리(Burberry)
- 지미 추(Jimmy Choo)
- 비비안 웨스트우드(Vivienne Westwood)
- 멀버리
- 롤스로이스(Rolls-Royce)
- 벤틀리(Bentley)
- 애스턴 마틴(Aston)
- 맥라렌(McLaren)
- 랜드로버
- 알렉산더 맥퀸(Alexander Mcqueen)
- 빅토리아 베컴(Victoria Beckham)

## 미국
- 톰 브라운(Thom Browne)
- 톰 포드(Tom Ford)
- 스타인웨이(Steinway & Sons)
- 캐딜락(Cadillac)
- 링컨(Lincoln)
- 티파니앤코(Tiffany & Co)
- 할리데이비슨(Harley-Davidson)
- 크롬하츠(Chrome Hearts)

## 일본
- 렉서스(Lexus)
- 시세이도(Shiseido)
- 꼼데가르송

## 대한민국
- 제네시스
- 시그니엘

## 같이 보기
- 대한민국 기업 목록
- 호화 상품